# Lounès Gaouaoui
Lounès Gaouaoui (né le 28 septembre 1977 à Tizi Ouzou), est un ancien footballeur international algérien. Il fait partie des meilleurs gardiens de but algériens et africains. Il est l'actuel entraîneur des gardiens de la JS Kabylie.
Il compte 49 sélections en équipe nationale entre 2001 et 2010.

## Carrière professionnelle
Lounès Gaouaoui a rejoint l'équipe de la JS Kabylie en 1999, arrivant de la D5 algérienne, il était recruté comme doublure au gardien titulaire Lyamine Bougherara, en compagnie du 3e gardien Saïd Kaïdi.
Gaouaoui a fait preuve de patience jusqu'au jour ou il saisit sa chance lors du match retour du 1/8 finale de la coupe de la CAF 2000, où la JSK avait gagné le match aller le 6 mai par 5-0 contre le TP Mazembe, mais l'incident produit le 18 mai avec la blessure de Hocine Gasmi en plein match de championnat algérien et son décès le 21 mai, a déstabilisé carrément les joueurs de la JSK, au point où l'équipe a failli être éliminée au match retour le 28 mai ; ce jour-là le JSK est défait 2-0 et le public découvrit un grand gardien nommé Gaouaoui, lors de ce match il a arrêté 2 penaltys et fait de nombreux arrêts décisifs.
Depuis ce jour, la carrière de Gaouaoui s'envole, et il est devenu avec le temps le gardien numéro 1 de la JS Kabylie à partir de l'an 2001. Il a gagné avec la JSK le triplé coupes de la CAF 2000, 2001 et 2002. En championnat et en coupe, Gaouaoui produisait des bonnes prestations, et était considéré comme parmi les meilleurs gardiens. Il a gagné le championnat algérien en 2004 et en 2006 avec la JS Kabylie.
En 2006, l'arrivée du jeune Faouzi Chaouchi à l'équipe de la JSK avec ses très bonnes prestations, a fini par faire perdre à Gaouaoui sa place de gardien numéro 1, obligé de conserver une place de titulaire indiscutable, il a dû changer d'air pour atterrir au WA Tlemcen.
En 2008, il est transféré au profit de l'USM Annaba, pour une durée d'une année renouvelable. Puis pour la saison 2009/2010, il a également joué au profit de l'ASO Chlef.
Pendant toutes ces années Gaouaoui a conservé le poste de titulaire en équipe nationale ; en début de 2010, il a raté la coupe d’Afrique à cause d'une appendicite, et puis vu la terrible concurrence en équipe nationale, Gaouaoui a perdu beaucoup de rythme, et voit sa carrière arriver au déclin.
Pour la saison 2010/2011, il s'engage avec l'USM Blida, mais la quitte en fin de saison à cause de la relégation de l'équipe.
À l'automne 2011, il s'engage avec l'Olympique Noisy-le-Sec Banlieue 93 mais ne peut finalement pas jouer en raison d'un problème de transfert international.
Sans club depuis décembre 2011, il s'engage au profit de l'ES Sétif en mars 2011 grâce à une dérogation de la part de la FAF vu son statut d'ancien international mais il n'a pas pu jouer à cause d'autres soucis administratif.
Pour la saison 2012/2013, il s'engage avec l'AS Khroub, mais au mercato hivernal, il est transféré au CS Constantine pour un contrat d'une durée de 18 mois,. Gaouaoui ne joue pas beaucoup, et finit par initier en 2014 une carrière d’entraîneur en occupant ce poste pendant 2 matchs au CS Constantine.

## Carrière internationale
Convoqué en équipe nationale depuis 2001, Gaouaoui a joué plusieurs matchs comme titulaire en 2002 et 2003. Il faisait partie de l'équipe quart de finaliste de la CAN 2004. Par la suite, il a été le gardien de but indiscutable en sélection pendant six ans.
En 2009, il n'a pas pu disputer le match d'appui face à l'Égypte pour le compte de la qualification en Coupe du monde 2010 à cause d'une suspension (deux cartons jaunes pris pendant les deux derniers matchs face à l'Égypte et au Rwanda), il laisse sa place à Faouzi Chaouchi qui a brillé pendant ce match.
Juste avant la CAN 2010 en Angola, une appendicite lui ayant coûté sa place de titulaire, le gardien revient peu après et joue son dernier match international le 3 mars 2010 lors de la joute amicale contre la Serbie (défaite 3-0 de l'Algérie), une baisse de régime était prévisible à cause de sa blessure.
Gaouaoui fait partie de la liste de 23 convoqués pour la Coupe du monde 2010. Le sélectionneur Rabah Saâdane le choisit comme troisième gardien derrière Raïs M'Bolhi et Faouzi Chaouchi. Gaouaoui prend ensuite sa retraite internationale après une riche carrière.

## Statistiques

### En club
| Saison                | Club                  | Championnat           | Championnat | Championnat | Coupe(s) nationale(s) | Coupe(s) nationale(s) | Compétition(s) continentale(s) | Compétition(s) continentale(s) | Compétition(s) continentale(s) | Total | Total |
| Saison                | Club                  | Division              | M.          | B.          | M.                    | B.                    | Comp.                          | M.                             | B.                             | M.    | B.    |
| 2001-2002             | JS Kabylie            | Ligue 1               | 24          | 1           | -                     | -                     | CAF2                           | 3                              | 0                              | 27    | 1     |
| 2002-2003             | JS Kabylie            | Ligue 1               | 30          | 0           | -                     | -                     | -                              | -                              | -                              | 30    | 0     |
| 2003-2004             | JS Kabylie            | Ligue 1               | 21          | 0           | 1                     | 0                     | -                              | -                              | -                              | 22    | 0     |
| 2004-2005             | JS Kabylie            | Ligue 1               | 22          | 0           | -                     | -                     | CAF                            | 2                              | 0                              | 24    | 0     |
| 2005-2006             | JS Kabylie            | Ligue 1               | 30          | 0           | 3                     | 0                     | CAF                            | 11                             | 0                              | 44    | 0     |
| 2006-2007             | JS Kabylie            | Ligue 1               | 7           | 0           | -                     | -                     | -                              | -                              | -                              | 7     | 0     |
| Sous-total            | Sous-total            | Sous-total            | 134         | 1           | 4                     | 0                     | -                              | 16                             | 0                              | 154   | 1     |
| 2006-2007             | WA Tlemcen (prêt)     | Ligue 1               | 15          | 0           | -                     | -                     | -                              | -                              | -                              | 15    | 0     |
| 2007-2008             | WA Tlemcen            | Ligue 1               | 27          | 0           | 4                     | 0                     | -                              | -                              | -                              | 31    | 0     |
| Sous-total            | Sous-total            | Sous-total            | 42          | 0           | 4                     | 0                     | -                              | -                              | -                              | 46    | 0     |
| 2008-2009             | USM Annaba            | Ligue 1               | 26          | 0           | -                     | -                     | -                              | -                              | -                              | 26    | 0     |
| 2009-2010             | ASO Chlef             | Ligue 1               | 21          | 0           | 3                     | 1                     | -                              | -                              | -                              | 24    | 1     |
| 2010-2011             | USM Blida             | Ligue 1               | 26          | 0           | 1                     | 0                     | -                              | -                              | -                              | 27    | 0     |
| 2012-2013             | CS Constantine        | Ligue 1               | 2           | 0           | -                     | -                     | -                              | -                              | -                              | 2     | 0     |
| 2013-2014             | CS Constantine        | Ligue 1               | 0           | 0           | -                     | -                     | CAF2                           | 1                              | 0                              | 1     | 0     |
| Total sur la carrière | Total sur la carrière | Total sur la carrière | 251         | 1           | 12                    | 1                     | -                              | 17                             | 0                              | 280   | 2     |

### En sélection nationale
| Saison                | Sélection             | Phases finales        | Phases finales | Phases finales | Éliminatoires CDM | Éliminatoires CDM | Éliminatoires CAN | Éliminatoires CAN | Matchs amicaux | Matchs amicaux | Total | Total |
| Saison                | Sélection             | Compétition           | M              | B              | M                 | B                 | M                 | B                 | M              | B              | M     | B     |
| --------------------- | --------------------- | --------------------- | -------------- | -------------- | ----------------- | ----------------- | ----------------- | ----------------- | -------------- | -------------- | ----- | ----- |
| 2001-2002             | Algérie               | CAN 2002              | 3              | 0              | -                 | -                 | -                 | -                 | 3              | 0              | 6     | 0     |
| 2002-2003             | Algérie               | -                     | -              | -              | -                 | -                 | 2                 | 0                 | 3              | 0              | 5     | 0     |
| 2003-2004             | Algérie               | CAN 2004              | 4              | 0              | 0                 | 0                 | -                 | -                 | 2              | 0              | 6     | 0     |
| 2004-2005             | Algérie               | -                     | -              | -              | 0                 | 0                 | -                 | -                 | 3              | 0              | 3     | 0     |
| 2005-2006             | Algérie               | -                     | -              | -              | 0                 | 0                 | -                 | -                 | 1              | 0              | 1     | 0     |
| 2006-2007             | Algérie               | -                     | -              | -              | -                 | -                 | 4                 | 0                 | 3              | 0              | 7     | 0     |
| 2007-2008             | Algérie               | -                     | -              | -              | 4                 | 0                 | 1                 | 0                 | 3              | 0              | 8     | 0     |
| 2008-2009             | Algérie               | -                     | -              | -              | 5                 | 0                 | -                 | -                 | 3              | 0              | 8     | 0     |
| 2009-2010             | Algérie               | Coupe du monde 2010   | 0              | 0              | 3                 | 0                 | -                 | -                 | 2              | 0              | 5     | 0     |
| 2010-2011             | Algérie               | -                     | -              | -              | -                 | -                 | 0                 | 0                 | 0              | 0              | 0     | 0     |
| Total sur la carrière | Total sur la carrière | Total sur la carrière | 7              | 0              | 12                | 0                 | 7                 | 0                 | 23             | 0              | 49    | 0     |

### Matchs internationaux
Le tableau suivant liste les rencontres de l'équipe d'Algérie auxquelles Lounès Gaouaoui participe du 30 janvier 2001 au 3 mars 2010.

## Palmarès
- 2 fois vainqueur du Championnat d'Algérie avec la JS Kabylie (2004 et 2006).
- 3 fois vainqueur de la Coupe de la CAF avec la JS Kabylie (2000, 2001 et 2002).
- 5 fois Gant d'or en 2002, 2004, 2006, 2007 et 2008[10].